# Перре, Паулюс ван де
Паулюс ван де Перре (нидерл. Paulus van de Perre; 1598, Мидделбург — 14 декабря 1653, Лондон) — голландский политик и дипломат. Он был одним из эмиссаров Нидерландов, посланных Голландской республикой вести переговоры с лорд-протектором Оливером Кромвелем для заключения Вестминстерского договора.

## Биография
Ван де Перре был сыном Адриана ван де Перре и Адрианы Диркс Хайман. Дата и место его рождения не установлены. Большую часть своей жизни он провёл в Мидделбурге, столице провинции Зеландия Голландской республики. Он был женат на Кларе Телинк, у супругов родились сын и двое дочерей.
Он занимал ряд административных официальных должностей: шеффена, бургомистра и пенсионария. Он был представителем города в Штатах Зеландии и в Генеральных штатах Нидерландов. В 1652 году он был регентом школы латинской грамоты в Мидделбурге.
Ван де Перре, имевший юридическое образование, чаще всего упоминается в связи с его ролью в отношениях между Голландской и Английской республиками во время Первой англо-голландской войны. В 1651 году он, вместе с Якобос Катсом и Герардом Схапом был послан в Англию на переговоры с правительством Содружества о возобновлении торгового договора 1496 года, отмене Навигационного акта и ряде прочих возникших трений. Эти переговоры ни к чему не привели и были прерваны 10 июля 1652 года, после того как вспыхнула Первая англо-голландская война из-за инцидента от 29 мая между адмиралами Мартеном Тромпом и Робертом Блейком.
Когда в 1653 году правительства двух стран решили начать переговоры о мире, ван де Перре снова был включён в состав делегации Нидерландов, представляя Штаты его родной Зеландии, вместе с Иеронимом ван Бевернингом и Виллемом Ниупортом от Штатов Голландии и Аллартом Питером ван Йонгесталем от Штатов Фрисландии. Они отбыли на корабле "Чёрный орёл" (капитан Антон Пост) и прибыли в Лондон 30 июня 1653 года. На переговорах ван де Перре был главным защитником интересов Принца Оранского и Голландской Вест-Индской компании, в отличие от своих коллег из Голландии.
Ван де Перре внезапно умер 14 декабря 1653 года. Его забальзамированное тело было отправлено обратно в Зеландию на корабле "Св. Петер" (капитан Петер Давернетт) в конце декабря со специальным паспортом для пропуска через английскую блокаду побережья Нидерландов. Он был похоронен в Старой церкви Святого Петра в Мидделбурге. На его надгробии изображён семейный герб.